# Bibliothek der Kunstgeschichte

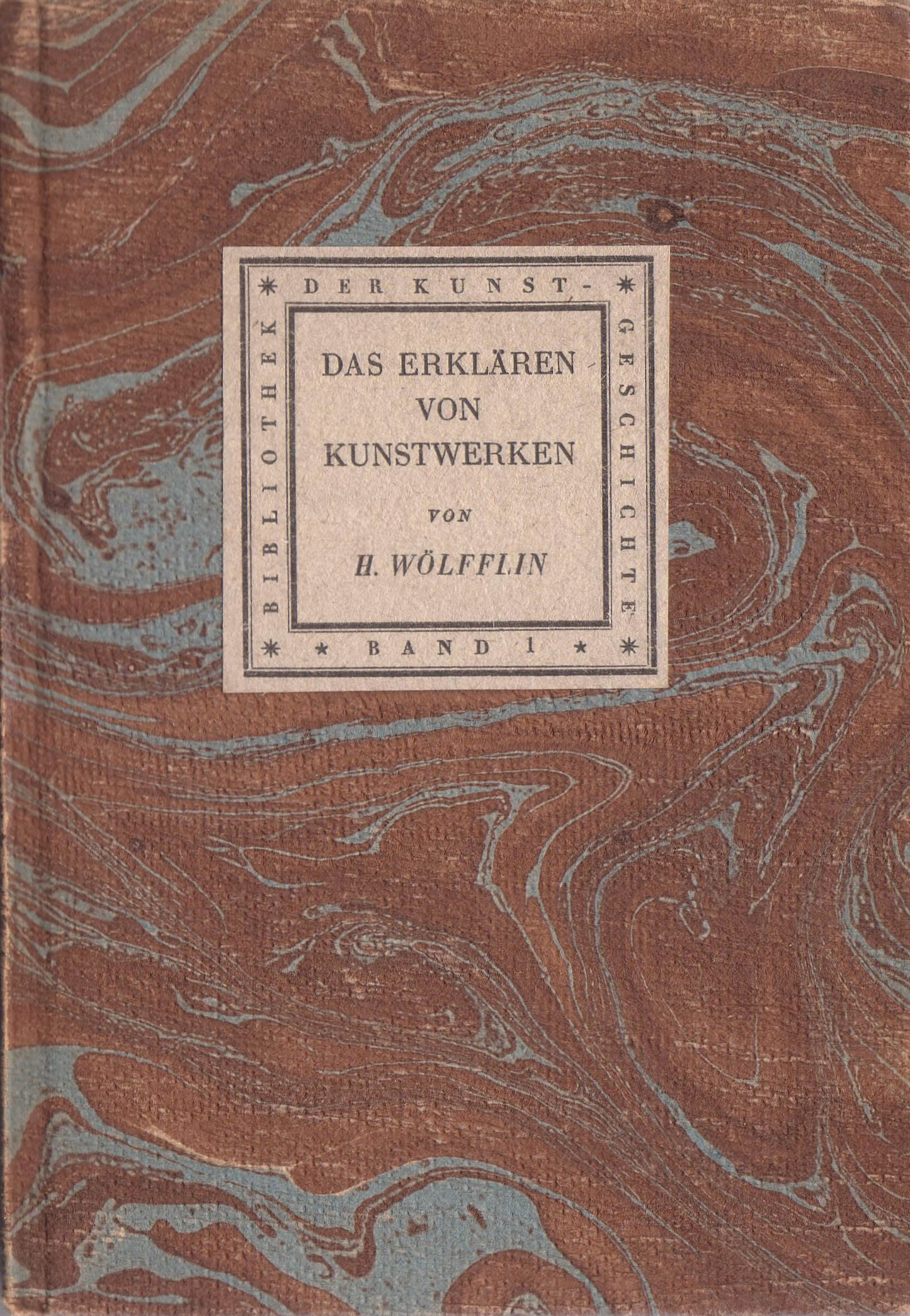
Heinrich Wölfflin: Das Erklären von Kunstwerken (B.D.K. 1)

Die Bibliothek der Kunstgeschichte (B.D.K.) ist eine 84 Titel umfassende Buchreihe mit 88 Nummern zu Themen der bildenden Kunst aus dem Leipziger Verlag E. A. Seemann. Der erste Band erschien 1921, mitten in der Inflationszeit, und die Reihe endete 1925 mit Erreichen der Bandnummer 88, obwohl ursprünglich 500 Bände geplant waren.

## Editionsgeschichte
Die von dem renommierten österreichischen Kunstwissenschaftler und Denkmalpfleger Hans Tietze herausgegebene und um vier von ihm selbst verfasste Bände bereicherte Reihe sollte mit dem Band Das Erklären von Kunstwerken von Heinrich Wölfflin eröffnet werden. Allerdings gelangte er erst nach den zuvor veröffentlichten Bänden 2 bis 9 der ersten Lieferung in die Buchhandlungen. Nach Vorlage der ersten zehn Reihentitel gab der Buchforscher G. A. E. Bogeng im „Börsenblatt für den Deutschen Buchhandel“ einen längeren Rück- und Ausblick des Vorhabens.

Bis Weihnachten 1921 war die Herausgabe von insgesamt 20 Bänden geplant, tatsächlich erschienen jedoch nur 15. Ausweislich eines der Reihe beigegebenen Lesezeichens von 1921 (siehe Abb.) war verlagsseitig vorgesehen, ab 1922 monatlich vier Ausgaben aufzulegen, so dass sich jährlich eine Anzahl von 48 ergeben und etwa 1931 die komplette Reihe vorgelegen hätte. 1922 folgten jedoch nur weitere 35 Nummern – darunter die erste Doppelnummer 19/20, Donatello von Oskar Wulff –, so dass nur die Bandnummer 50 mit Curt Glasers Paul Cézanne erreicht wurde. Im Folgejahr hatte sich das Ausgabetempo weiter verlangsamt, so dass Ende 1923 erst die Nummer 70, Veit Stoß von Wilhelm August Luz, und bis Ende 1924 sogar nur weitere 10 Titel im Handel waren. Dem letzten Band von 1924, Römische Porträts von Guido Kaschnitz von Weinberg, folgten 1925 nur noch acht Nummern in sechs Bänden – der Band Deutsche Barockbildhauer von Leo Bruhns war als Dreifachband (B.D.K. 85-87) erschienen –, dann war die Reihe mit B.D.K. 88 an ihr Ende gelangt. Mit einem Abriss zur französischen Malerei der Gegenwart, einer Analyse des damaligen Pariser Kunstschaffens mit solchen Meistern, wie Matisse, Picasso, Utrillo, Braque oder Léger, hatte der Herausgeber selbst den letzten Band der Reihe abgeliefert.
Die vorliegenden Titel muten in ihrer Abfolge wie ein Kaleidoskop der Kunstgeschichte ohne Zusammenhang zwischen den einzelnen Bänden an – aber dies war genau die Absicht des Herausgebers. Da nach seiner Auffassung „viele der alt gewohnten kunstgeschichtlichen Handbücher [nicht mehr] befriedigen“, sondern „knappe, ernsthafte Belehrung, moderne Problemstellung [und] buchgewerblich geläuterte Form“ gesucht war, teilte Tietze das gesamte Gebiet der Kunstgeschichte von der Urzeit bis zur Moderne in 500 kleine Abschnitte ein, deren jedem ein Reihenband gewidmet werden sollte, ohne dass die einzelnen Bände einem bestimmten Ausgabesystem gefolgt wären. Als potenzielle Käufer wurden sowohl Studierende wie Kunstliebhaber gesehen.
Tietze konnte zur Mitarbeit an der Reihe viele angesehene Kunstwissenschaftler, teilweise von Weltrang, gewinnen; der an der Reihe mitwirkende Wölfflin erweiterte den Autorenkreis durch viele seiner Schüler. So haben unter anderen, zum Teil wiederholt, Georg Dehio (Der spätgotische Kirchenbau in Oberdeutschland), Wolfgang Stammler (Die Totentänze), Wilhelm Waetzoldt (Bildnisse deutscher Kunsthistoriker), August Grisebach (Deutsche Baukunst im XVII. Jahrhundert), Betty Kurth (Der deutsche Bildteppich der Gotik), Anny E. Popp (Nicolo und Giovanni Pisano), die Ehefrau des Herausgebers Erica Tietze-Conrat (Mantegna) oder Emmy Wellesz (Die buddhistische Kunst von Gandâra) die Reihe mit Beiträgen aus ihren Forschungsgebieten bereichert.

## Schicksal von Autoren in der NS-Zeit
Leider sollten sich nicht wenige der Reihenautoren wegen ihrer Abstammung oder ihrer kulturpolitischen Positionen schon gut ein Jahrzehnt nach dem Beginn der Reihe auf den Listen der von den nationalsozialistischen Behörden Verfolgten und/oder Emigrierten wiederfinden, wie der Herausgeber selbst und seine Ehefrau sowie u. a. Erwin Panofsky (Die Sixtinische Decke), Max J. Friedländer (Die niederländischen Manieristen) – er überlebte in den besetzten Niederlanden paradoxerweise nur durch die Protektion Hermann Görings, weil er als Gutachter bei dessen Kunsterwerbungen unverzichtbar war -, Curt Glaser, Karl With (Japanische Baukunst), oder Franz Roh (Holländische Landschaftsmalerei des XVII. Jahrhunderts).
Fast allen verfolgten Autoren gelang die Flucht ins Ausland. Dort konnten sie ihre wissenschaftliche Karriere in vielen Fällen fortzusetzen und mit weiteren gewichtigen kunstwissenschaftlichen Veröffentlichungen in Erscheinung treten. 
Wohl nur August L. Mayer (Der spanische Nationalstil des Mittelalters) überlebte die antisemitischen Verfolgungsmaßnahmen in den besetzten Ländern während des Zweiten Weltkriegs nicht. Im Ergebnis intensiver Nachforschungen zunächst des Kunstbeschaffers von Hermann Göring, Bruno Lohse, und schließlich durch bezahlten Verrat des Kunsthändlers Louis Delclève wurde der 1936 nach Frankreich emigrierte Mayer 1944 in Monte Carlo verhaftet und in das KZ Auschwitz deportiert, wo er,  vermutlich am 12. März 1944, ermordet wurde.
Noch nicht abschließend geklärt ist das spurlose Verschwinden der 1891 in Ostrau (heute: Ostrava) geborenen Anny E. Popp, einer Schülerin Max Dvořáks, im Jahr 1936; hier ist aber auch ein abrupter Rückzug ins Privatleben nicht auszuschließen. Anny Popp war in den 1920er und 1930er Jahren eine führende Expertin der Wiener Schule der Kunstgeschichte für Michelangelo und die italienische Renaissance. Ihre letzte Veröffentlichung stammt von 1936 in der Londoner Fachzeitschrift Burlington Magazine.
Andere Autoren dagegen bezogen besonders ab 1933 antisemitische und/oder völkische Positionen, wie Wilhelm Pinder (Die Pietà) oder seine Schüler Alfred Stange und Leo Bruhns, und machten so im NS-Staat weiter Karriere in der Kunstwissenschaft. Wolfgang Stammler beteiligte sich als Ordinarius an der Universität Greifswald sogar aktiv an der dortigen Bücherverbrennung 1933.

## Ausstattung und Preis

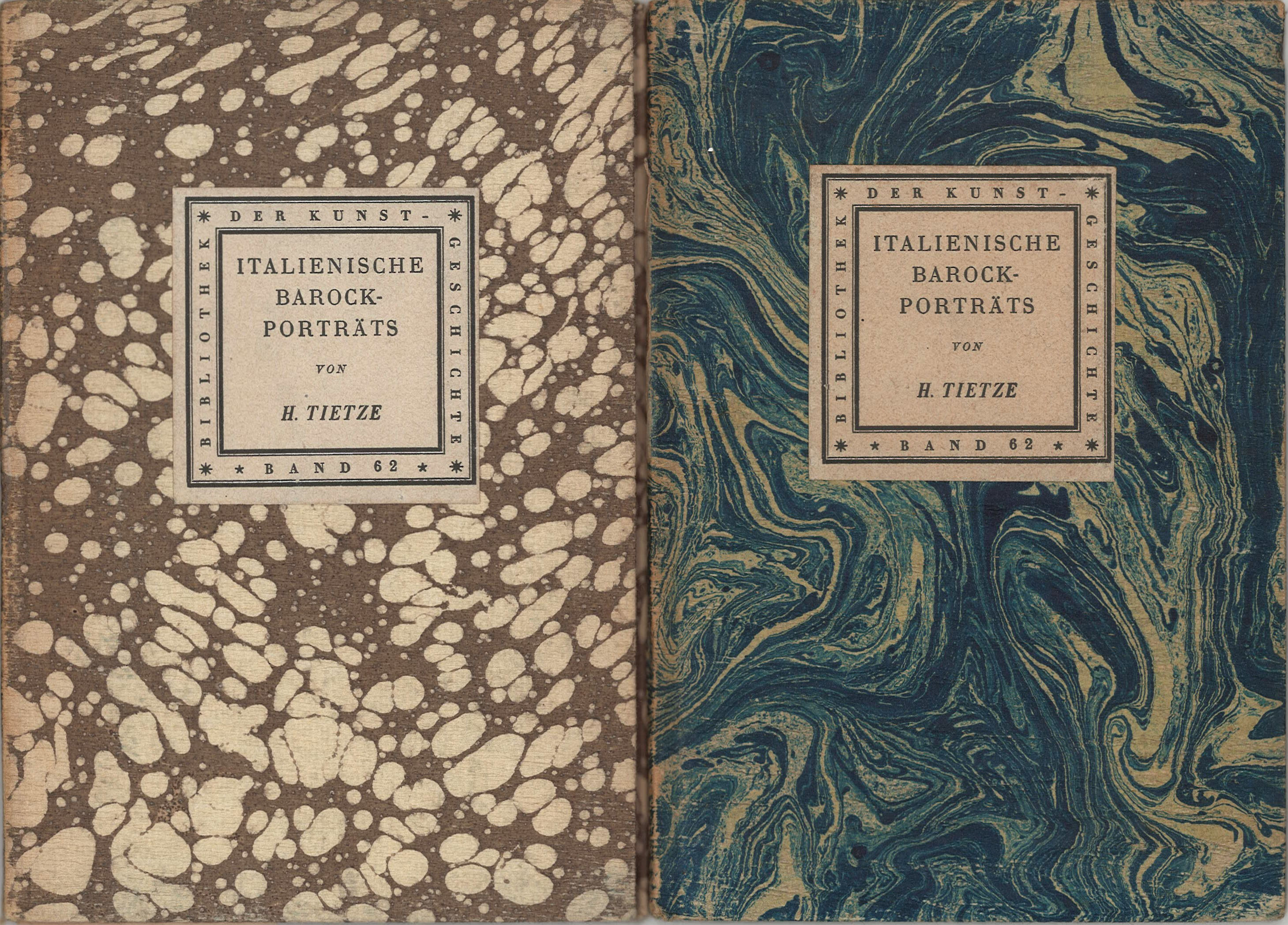
Hans Tietze: Italienische Barockporträts (B.D.K. 62), 2 Einbandvarianten

Bis auf den einzigen reinen Textband (B.D.K. 1), mit dem die Reihe eröffnet worden war, enthielt jeder Normalband eine kunstwissenschaftliche Abhandlung auf acht Seiten – ab Band 82 verdoppelte sich die Seitenzahl –, dem zumeist ein weiterführendes Literaturverzeichnis angehängt war, ein Verzeichnis der Abbildungen und 20 schwarz-weiße Abbildungstafeln, die beidseitig auf 10 Seiten Kunstdruckpapier gedruckt waren. Bei den beiden Mehrfachbänden 19/20 und 85-87 war eine entsprechend größere Zahl von Text- und Abbildungsseiten vorhanden, dagegen enthielt der Doppelband 48/49, Kurt Gerstenberg: Ideen zu einer Kunstgeographie Europas, zwar 26 Textseiten, jedoch nur 16 Abbildungstafeln. Laut Impressumsangaben wurde die Reihe durchgehend bei Ernst Hedrich Nachf. gedruckt, und die Ätzungen führte die Firma Kirstein & Co. aus, beides in Leipzig ansässige Unternehmen. Stets ist im Impressum das Erscheinungsjahr der Bände eingetragen. Auflagenhöhen können den Bänden aber nicht entnommen werden; sie sind auch nicht in einschlägigen Bibliothekseinträgen zu finden.
Die Bände im Format von 12 × 17,5 cm wurden in marmorierte Künstlerhandpapiere gebunden, wobei nicht selten mehrere unterschiedliche Einbandpapiere für eine Bandnummer eingesetzt wurden, und trugen ein weiß-schwarzes, quadratisches Titelschild (6 × 6 cm). Das Titel- und ein sehr schmales Rückenschild wurden aufgeklebt. Dabei enthielt das quadratische Titelschild die Reihenbezeichnung, die Angaben von Autor und Buchtitel sowie die Bandnummer. Letztere beiden Angaben sind auch auf dem Rückenschild zu finden.
Ganz am Anfang betrug der Verkaufspreis der Reihenbände 6 und bei Erscheinen des verspäteten Bandes 1 bereits 8 Mark. Der letzte in der Deutschen Nationalbibliothek registrierte Verkaufspreis, für Alfred Stanges Lucas Moser und Hans Multscher (B.D.K. 40) von 1922, betrug 300 Mark. Nach der Währungsstabilisierung, Ende 1923, kosteten die Normalbände bis zur Nummer 80 1,50 Mark, bevor der Verkaufspreis 1925 auf eine Mark abgesenkt wurde. Der in jenem Jahr erschienene Dreifachband 85-87 wurde dementsprechend für drei Mark abgegeben.
Der Gesamteindruck der Bändchen lässt eine gestalterische Nähe zur äußerlich ähnlich ausgestatteten Insel-Bücherei erkennen, die übrigens Ende der 1920er Jahre auch mit Einbänden aus Marmorpapier experimentierte.

Abbildungen von Bänden
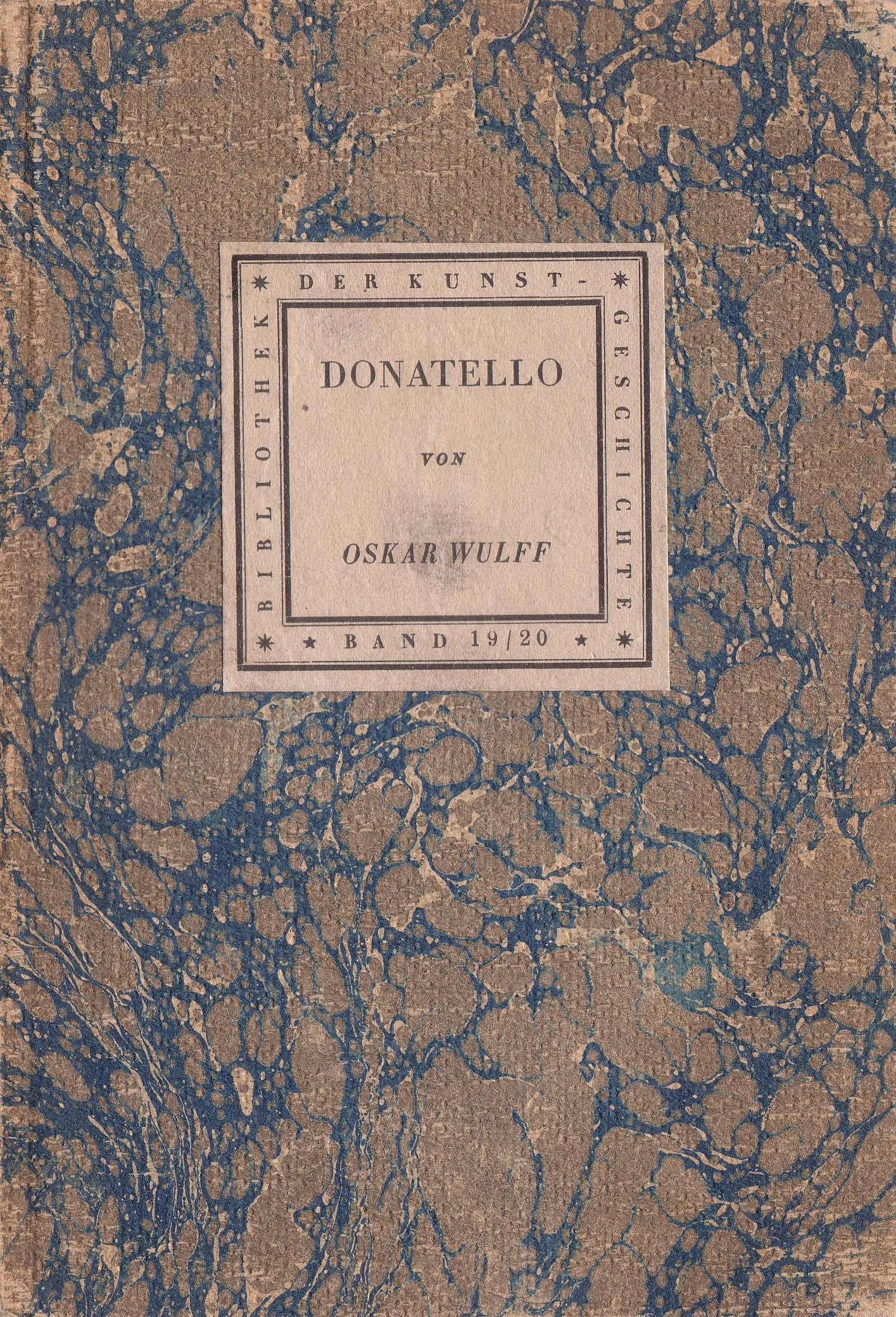
Oskar Wulff: Donatello (B.D.K. 19-20), Doppelband
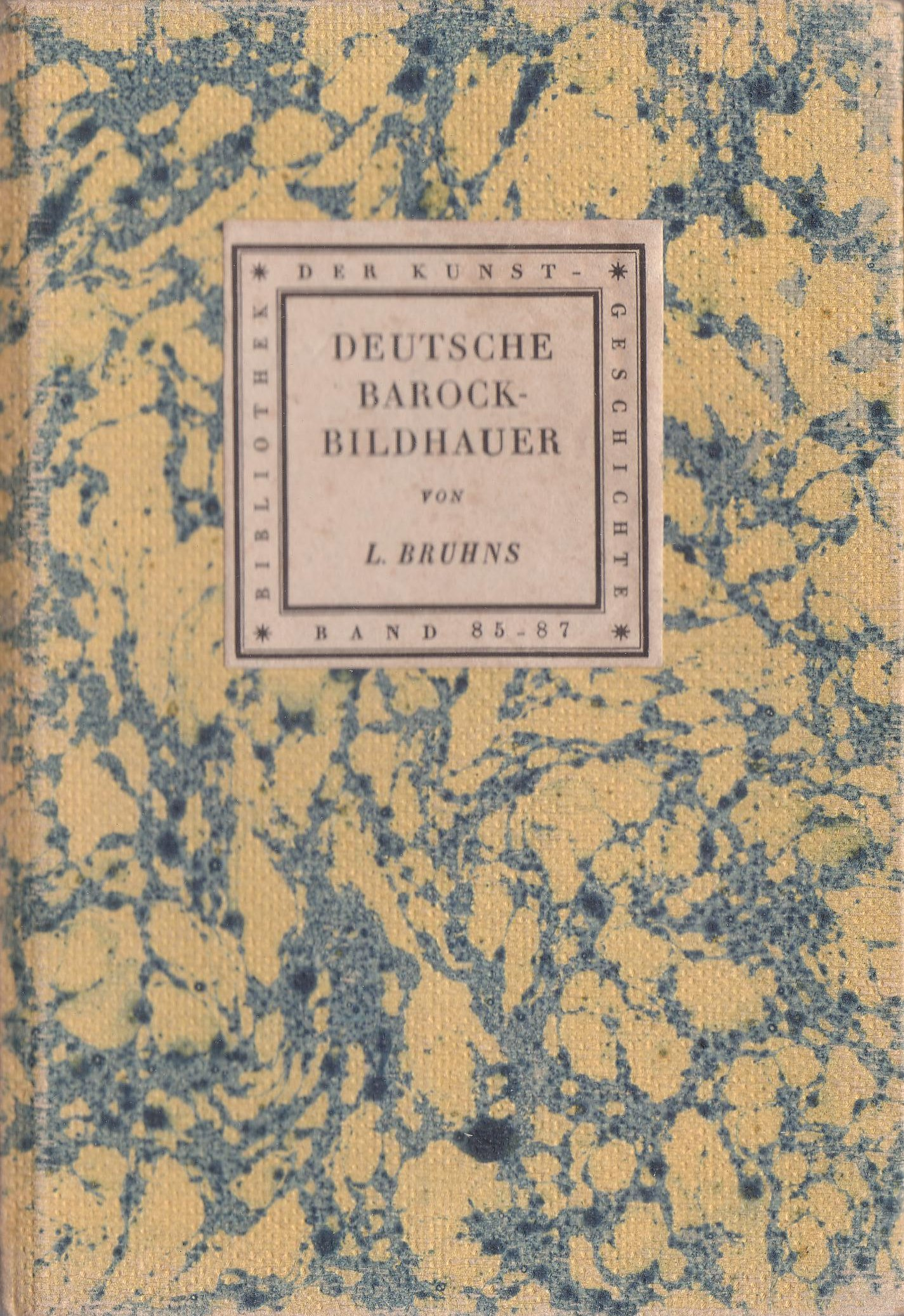
Leo Bruhns: Deutsche Barockbildhauer (B.D.K. 85-87), Dreifachband
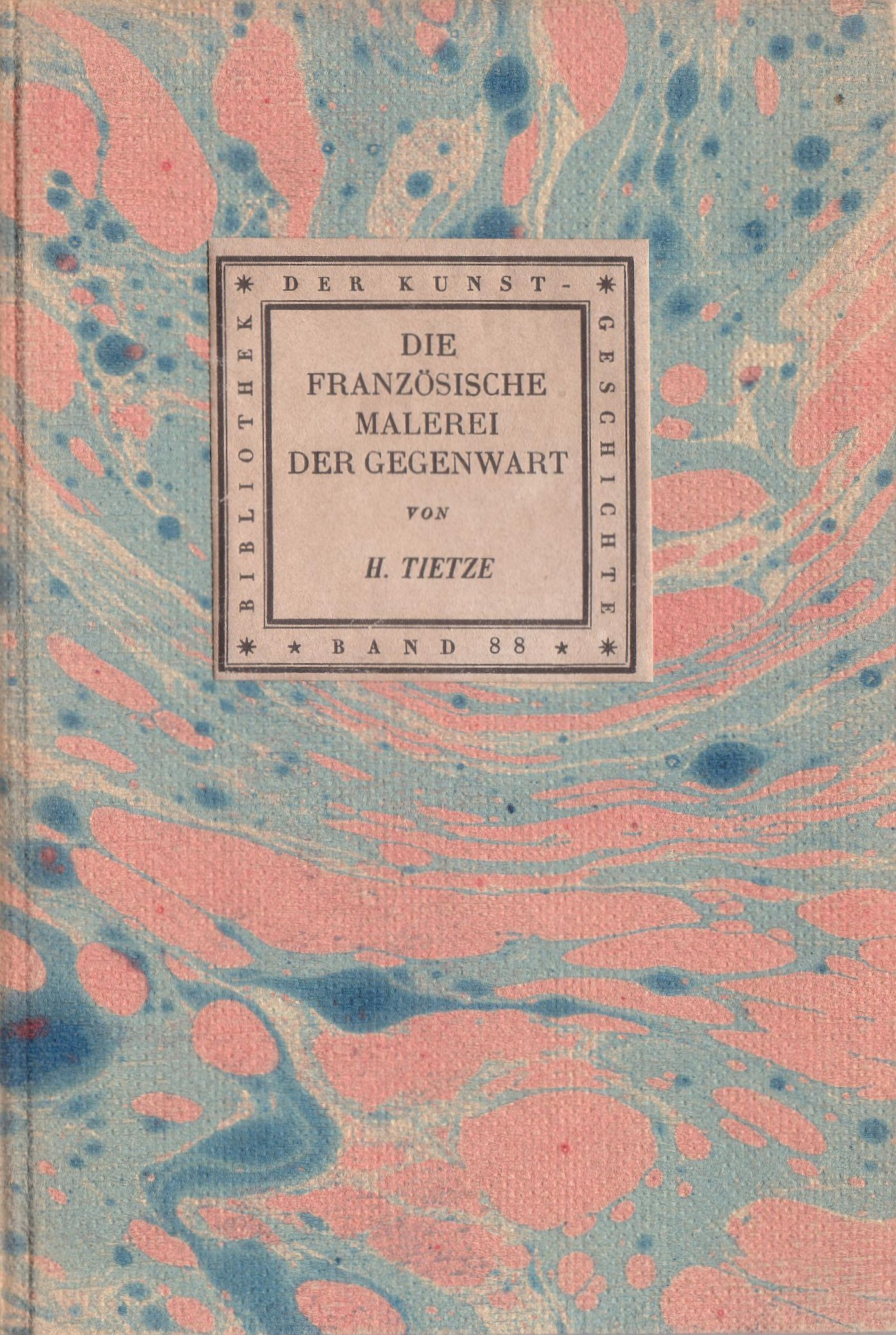
Hans Tietze: Die französische Malerei der Gegenwart (B.D.K. 88), Letzter Band

## Reihenwerbung
Auf die erschienenen und die in Vorbereitung befindlichen Bände machte der Verlag mit schmalen Einlegestreifen (Lesezeichen) in den Bänden selbst aufmerksam. Diese Aufstellungen liegen für die Nummern 1 bis 10, bis 15, bis 20, bis 25, bis 30, bis 50 oder, die letzte Ausgabe, bis 80 vor, die häufig dem Band mit der die Aufstellung abschließenden Nummer beilagen. Zumeist enthalten sie zusätzlich die verlagsseitige Erläuterung des Projekts in verschiedenem Umfang, teilweise auch Werbung für andere Seemann-Titel. Die Auflistung der 80 Bände erforderte aber schon das oben abgebildete Doppelblatt; eine Auflistung sämtlicher erschienener 88 Ausgaben ist bislang nicht bekannt geworden. Dies dürfte mit dem wohl nicht längerfristig geplanten Reihenabbruch im Jahr 1925 zusammenhängen, der weitere kostenverursachende Werbemaßnahmen obsolet werden ließ. Ausnahmsweise ist dem Band 1 eine Werbeseite mit den ersten 15 Titeln beigebunden. Zusätzlich wurden Werbeblätter mit einer Aufstellung der erschienenen Bände gedruckt.

Ausweislich der Angaben auf den Einlegestreifen sollen für die Reihe auch „Programmhefte mit d.[em] vollständigen Inhaltsverzeichnis aller 500 Bände“ bei den Buchhandlungen vorrätig gewesen sein - auch diese sind bislang nicht bekannt geworden.

## Nicht erschienene Titel
Trotz mehrfacher Ankündigung auf den Werbeeinlegern zur Reihe sind unter anderen folgende Titel nicht erschienen: R. Graul: Das Kunstgewerbe unter Ludwig XIV., F. W. Storck: Deutsche Zeichner des 19. Jahrhunderts, F. B. Halle: Barock und Klassizismus in Russland oder F. Sarre: Persische Miniaturen. Sie fielen schließlich der Reiheneinstellung 1925 zum Opfer.